# Campeonato Goiano 2020
El Campeonato Goiano de Fútbol 2020 fue la 77ª edición de la primera división de fútbol del estado de Goiás. El torneo fue organizado por la Federação Goiana de Futebol (FGF). El torneo comenzó el 22 de enero de 2020, esperando que culminara el 26 de abril del mismo año, pero la FGF determinó suspenderlo indefinidamente por la Pandemia de COVID-19 en Brasil. El torneo fue reanudado el 13 de enero de 2021, y finalizó el 27 de febrero de 2021.

## Sistema de juego

### Primera fase
Los 12 equipos, son divididos en dos grupos de 6 cada uno. Cada club enfrenta en partidos de ida y vuelta a todos los clubes del grupo contrario, haciendo así 12 fechas en total. Una vez terminada la primera fase, los primeros clasificados de cada grupo y los otros seis equipos con mayor puntaje (independientemente del grupo) llegan a los cuartos de final.
Los dos equipos con menor puntaje, independientemente del grupo, descienden a la División Goiana de Ascenso.

### Segunda fase
- Cuartos de final: Los enfrentamientos se emparejan con respecto al puntaje de la primera fase, de la siguiente forma:
  - 1º vs. 8º
  - 2º vs. 7º
  - 3º vs. 6º
  - 4º vs. 5º

- Semifinales: Los cuatro equipos en esta ronda se emparejan con respecto al puntaje de la primera fase, el equipo con mayor puntaje se enfrentará al equipo con menor puntaje y el segundo contra el tercero.

- Final: Los dos ganadores de las semifinales disputan la final.

- Nota 1: Tanto cuartos de final, semifinales como la final se disputan a partido único en casa del club con mejor campaña en la primera fase.
- Nota 2: En caso de empate en puntos y diferencia de goles en cualquier llave, se definirá en tanda de penales.

### Clasificaciones
- Copa de Brasil 2021: Clasifican los dos finalistas y el semifinalista eliminado con mayor puntaje.
- Serie D 2021: Clasifican los tres mejores equipos que no disputan ni la Serie A (Atlético Goianiense, Goiás), Serie B o Serie C (Vila Nova).
- Copa Verde 2021: Clasifica únicamente el campeón del campeonato.

## Equipos participantes
| Equipo              | Ciudad               | Estadio                          | Capacidad | Posición 2019     | Títulos (último) |
| ------------------- | -------------------- | -------------------------------- | --------- | ----------------- | ---------------- |
| AA Anapolina        | Anápolis             | Jonas Duarte                     | 49 640    | 8.º               | 0                |
| Anápolis            | Anápolis             | Jonas Duarte                     | 49 640    | 2.º (2ª división) | 1 (1965)         |
| Aparecidense        | Aparecida de Goiânia | Annibal Batista de Toledo        | 4 800     | 7.º               | 0                |
| Atlético Goianiense | Goiânia              | Antonio Accioly                  | 12 500    | Campeón           | 14 (2019)        |
| CRAC Catalão        | Catalão              | Genervino da Fonseca             | 8 500     | 5.º               | 2 (2004)         |
| Goianésia           | Goianésia            | Valdeir José de Oliveira         | 8 110     | 6.º               | 0                |
| Goiânia             | Goiânia              | Olímpico Pedro Ludovico Teixeira | 13 000    | 4.º               | 14 (1974)        |
| Goiás               | Goiânia              | Hailé Pinheiro                   | 9 900     | 2.º               | 28 (2018)        |
| Grêmio Anápolis     | Anápolis             | Jonas Duarte                     | 49 640    | 9.º               | 0                |
| Iporá               | Iporá                | Francisco José Ferreira          | 3 500     | 10.º              | 0                |
| Jaraguá             | Jaraguá              | Amintas de Freitas               | 4 000     | 1.º (2ª división) | 0                |
| Vila Nova           | Goiânia              | Onésio Brasileiro Alvarenga      | 11 788    | 3.º               | 15 (2005)        |

| Crecimiento | Equipos provenientes de la División Goiana de Ascenso 2019. |

## Primera fase

### Grupo A
| Pos. | Equipo              | Pts. | PJ | G | E | P | GF | GC | Dif. | Clasificación          |
| ---- | ------------------- | ---- | -- | - | - | - | -- | -- | ---- | ---------------------- |
| 1    | Atlético Goianiense | 26   | 12 | 8 | 2 | 2 | 27 | 8  | +19  | Fase final.            |
| 2    | Goianésia           | 18   | 12 | 5 | 3 | 4 | 12 | 12 | 0    | Fase final.            |
| 3    | Vila Nova           | 16   | 12 | 4 | 4 | 4 | 13 | 7  | +6   | Fase final.            |
| 4    | Aparecidense        | 15   | 12 | 4 | 3 | 5 | 16 | 16 | 0    | Fase final.            |
| 5    | Iporá               | 14   | 12 | 3 | 5 | 4 | 10 | 11 | −1   |                        |
| 6    | AA Anapolina        | 7    | 12 | 1 | 4 | 7 | 13 | 23 | −10  | Descenso de categoría. |

Actualizado a los partidos jugados el 28 de enero de 2021.
 Fuente: 
Criterios de clasificación: 1) Puntos; 2) Partidos ganados; 3) Diferencia de gol; 4) Goles anotados; 5) Menor cantidad de tarjetas rojas; 6) Menor cantidad de tarjetas amarillas; 7) Sorteo.

### Grupo B
| Pos. | Equipo          | Pts. | PJ | G | E | P | GF | GC | Dif. | Clasificación          |
| ---- | --------------- | ---- | -- | - | - | - | -- | -- | ---- | ---------------------- |
| 1    | Goiás           | 22   | 12 | 6 | 4 | 2 | 18 | 13 | +5   | Fase final.            |
| 2    | Jaraguá         | 20   | 12 | 6 | 2 | 4 | 15 | 14 | +1   | Fase final.            |
| 3    | CRAC Catalão    | 17   | 12 | 4 | 5 | 3 | 11 | 11 | 0    | Fase final.            |
| 4    | Anápolis        | 15   | 12 | 3 | 6 | 3 | 12 | 15 | −3   | Fase final.            |
| 5    | Grêmio Anápolis | 14   | 12 | 4 | 2 | 6 | 13 | 16 | −3   |                        |
| 6    | Goiânia         | 11   | 12 | 3 | 2 | 7 | 8  | 22 | −14  | Descenso de categoría. |

Actualizado a los partidos jugados el 28 de enero de 2021.
 Fuente: 
Criterios de clasificación: 1) Puntos; 2) Partidos ganados; 3) Diferencia de gol; 4) Goles anotados; 5) Menor cantidad de tarjetas rojas; 6) Menor cantidad de tarjetas amarillas; 7) Sorteo.

## Fase final

#### Cuadro de desarrollo
|  | Cuartos de final            | Cuartos de final            | Cuartos de final            |              |       | Semifinales                 | Semifinales                 | Semifinales                 |  |   | Final                   | Final                 | Final                 |  |
|  | 10 al 11 de febrero de 2021 | 10 al 11 de febrero de 2021 | 10 al 11 de febrero de 2021 |              |       | 17 al 18 de febrero de 2021 | 17 al 18 de febrero de 2021 | 17 al 18 de febrero de 2021 |  |   | 28 de febrero de 2021   | 28 de febrero de 2021 | 28 de febrero de 2021 |  |
|  |                             |                             |                             |              |       |                             |                             |                             |  |   |                         |                       |                       |  |
|  |                             |                             |                             |              |       |                             |                             |                             |  |   |                         |                       |                       |  |
|  | 1                           | Atlético Goianiense         | 5                           |              |       |                             |                             |                             |  |   |                         |                       |                       |  |
|  | 1                           | Atlético Goianiense         | 5                           |              |       |                             |                             |                             |  |   |                         |                       |                       |  |
|  | 8                           | Anápolis                    | 1                           |              |       |                             |                             |                             |  |   |                         |                       |                       |  |
|  | 8                           | Anápolis                    | 1                           |              | 1     | Atlético Goianiense         | 2                           |                             |  |   |                         |                       |                       |  |
|  |                             |                             |                             |              | 1     | Atlético Goianiense         | 2                           |                             |  |   |                         |                       |                       |  |
|  |                             |                             | 7                           | Aparecidense | 1     |                             |                             |                             |  |   |                         |                       |                       |  |
|  | 2                           | Goiás                       | 7                           | Aparecidense | 1     | 0                           |                             |                             |  |   |                         |                       |                       |  |
|  | 2                           | Goiás                       |                             |              |       |                             |                             |                             |  |   |                         |                       |                       |  |
|  | 7                           | Aparecidense                | 2                           |              |       |                             |                             |                             |  |   |                         |                       |                       |  |
|  | 7                           | Aparecidense                | 2                           |              |       |                             |                             |                             |  | 1 | Atlético Goianiense (p) | 1 (5)                 |                       |  |
|  |                             |                             |                             |              |       |                             |                             |                             |  | 1 | Atlético Goianiense (p) | 1 (5)                 |                       |  |
|  |                             |                             | 4                           | Goianésia    | 1 (3) |                             |                             |                             |  |   |                         |                       |                       |  |
|  | 3                           | Jaraguá                     | 4                           | Goianésia    | 1 (3) | 1                           |                             |                             |  |   |                         |                       |                       |  |
|  | 3                           | Jaraguá                     |                             |              |       |                             |                             |                             |  |   |                         |                       |                       |  |
|  | 6                           | Vila Nova                   | 0                           |              |       |                             |                             |                             |  |   |                         |                       |                       |  |
|  | 6                           | Vila Nova                   | 0                           |              | 3     | Jaraguá                     | 1                           |                             |  |   |                         |                       |                       |  |
|  |                             |                             |                             |              | 3     | Jaraguá                     | 1                           |                             |  |   |                         |                       |                       |  |
|  |                             |                             | 4                           | Goianésia    | 3     |                             |                             |                             |  |   |                         |                       |                       |  |
|  | 4                           | Goianésia                   | 4                           | Goianésia    | 3     | 1                           |                             |                             |  |   |                         |                       |                       |  |
|  | 4                           | Goianésia                   |                             |              |       |                             |                             |                             |  |   |                         |                       |                       |  |
|  | 5                           | CRAC Catalão                | 0                           |              |       |                             |                             |                             |  |   |                         |                       |                       |  |
|  | 5                           | CRAC Catalão                | 0                           |              |       |                             |                             |                             |  |   |                         |                       |                       |  |
|  |                             |                             |                             |              |       |                             |                             |                             |  |   |                         |                       |                       |  |

| Bandera del estado de Goiás     |
| Campeón                         |
| Atlético Goianiense 15.° título |

## Clasificación final
| Pos. | Equipo              | Pts. | PJ | G  | E | P | GF | GC | Dif. | Clasificación                          |
| ---- | ------------------- | ---- | -- | -- | - | - | -- | -- | ---- | -------------------------------------- |
| 1.°  | Atlético Goianiense | 33   | 15 | 10 | 3 | 2 | 35 | 11 | +24  | Copa de Brasil 2021 y Copa Verde 2021. |
| 2.°  | Goianésia           | 25   | 15 | 7  | 4 | 4 | 17 | 14 | +3   | Copa de Brasil 2021 y Serie D 2021.    |
| 3.°  | Jaraguá             | 23   | 14 | 7  | 2 | 5 | 17 | 17 | 0    | Copa de Brasil 2021 y Serie D 2021.    |
| 4.°  | Aparecidense        | 18   | 14 | 5  | 3 | 6 | 19 | 18 | +1   | Serie D 2021.                          |
| 5.°  | Goiás               | 22   | 13 | 6  | 4 | 3 | 18 | 15 | +3   |                                        |
| 6.°  | CRAC Catalão        | 17   | 13 | 4  | 5 | 4 | 11 | 12 | −1   |                                        |
| 7.°  | Vila Nova           | 16   | 13 | 4  | 4 | 5 | 13 | 8  | +5   |                                        |
| 8.°  | Anápolis            | 15   | 13 | 3  | 6 | 4 | 13 | 20 | −7   |                                        |
| 9.°  | Grêmio Anápolis     | 14   | 12 | 4  | 2 | 6 | 13 | 16 | −3   |                                        |
| 10.° | Iporá               | 14   | 12 | 3  | 5 | 4 | 10 | 11 | −1   |                                        |
| 11.° | Goiânia             | 11   | 12 | 3  | 2 | 7 | 8  | 22 | −14  | Segunda División 2021.                 |
| 12.° | AA Anapolina        | 7    | 12 | 1  | 4 | 7 | 13 | 23 | −10  | Segunda División 2021.                 |

Reglas de clasificación: 1) Puntos; 2) Partidos ganados; 3) Diferencia de gol; 4) Goles anotados; 5) Menor cantidad de tarjetas rojas; 6) Menor cantidad de tarjetas amarillas; 7) Sorteo.

## Goleadores
| Pos. | Jugador          | Equipo              | Goles |
| ---- | ---------------- | ------------------- | ----- |
| 1    | Alex Henrique    | Aparecidense        | 8     |
| 2    | Rafhael Lucas    | Vila Nova           | 6     |
| 3    | Matheuzinho      | Atlético Goianiense | 5     |
|      | Renato Kayzer    | Atlético Goianiense | 5     |
|      | Zé Roberto       | Atlético Goianiense | 5     |
| 6    | Vanílson         | Goianésia           | 4     |
|      | Gustavo Henrique | Grêmio Anápolis     | 4     |
|      | Du Gaia          | Goiânia             | 4     |
|      | Íkaro            | AA Anapolina        | 4     |
|      | Albano           | Aparecidense        | 4     |